# Sainte-Croix, Lot
Sainte-Croix là một xã thuộc tỉnh Lot tây nam Pháp. Xã có diện tích 7,77 km², dân số theo điều tra năm 1999 là 69 người. Khu vực này có độ cao trung bình 200 mét trên mực nước biển.